# Jigal Amir

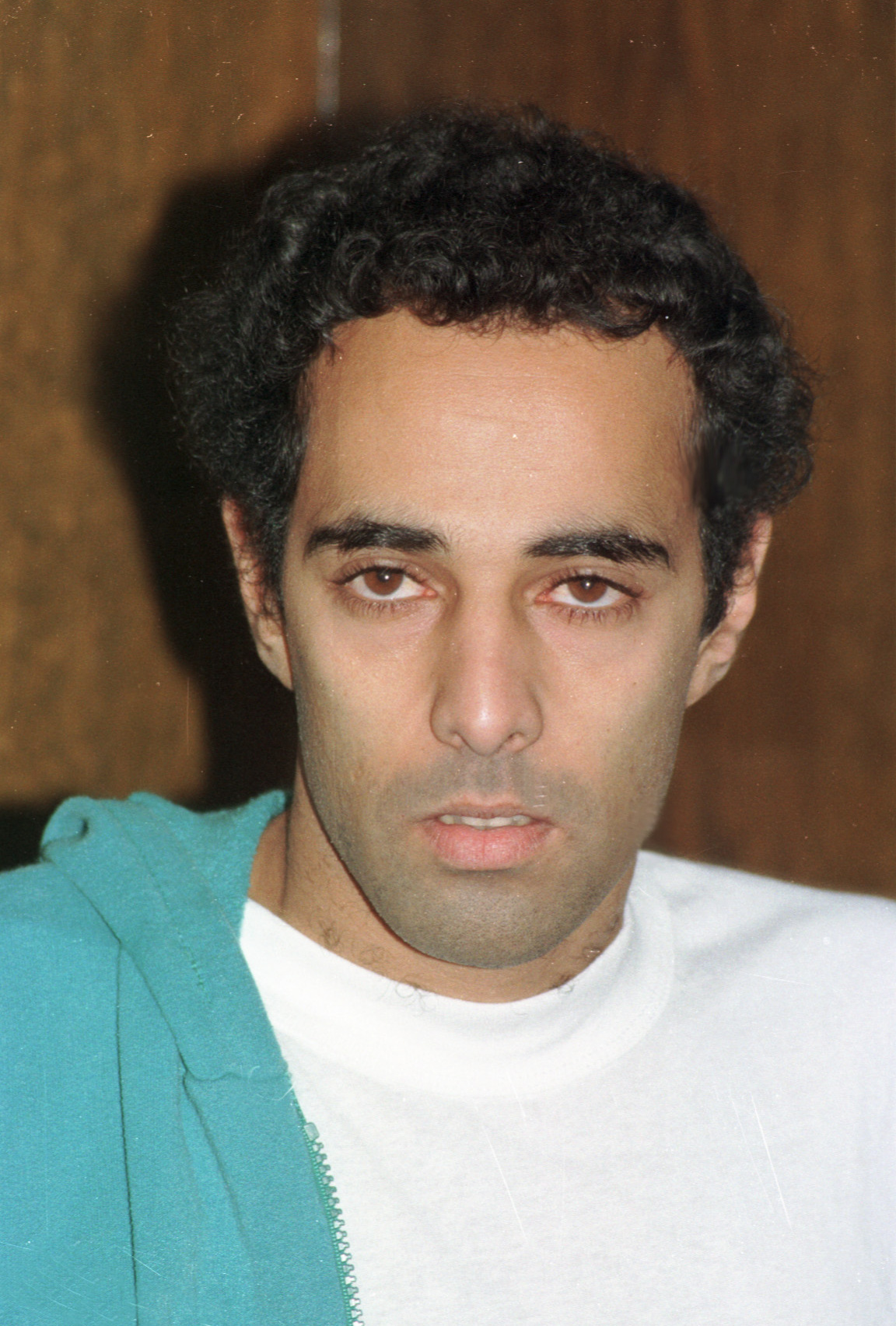
Yigal Amir, 1995

Jigal Amir, hebr. יגאל עמיר (ur. 23 maja 1970 w Herclijji) – izraelski ultraprawicowiec, który w listopadzie 1995 roku zabił premiera Izraela Icchaka Rabina tuż po zakończeniu wielkiej manifestacji w Tel Awiwie, mającej na celu poparcie rządowej polityki prowadzącej negocjacje z OWP. Za zabójstwo został skazany na karę dożywocia.
Amir był studentem prawa na Uniwersytecie Bar-Ilana.